# 熱浸透率
熱浸透率（ねつしんとうりつ、英: Thermal effusivity）とは、互いに温度が異なる物質が接しているときの伝熱を計算するときに使われる物性値である。単位はSI単位では J/(m2 s1/2 K) である。たとえ熱伝導率及び体積熱容量が異なっていても、2つの物質の熱浸透率が等しいときは、熱の拡散は境界面が存在しないのと同様に振る舞う。これは、電気信号の伝播におけるインピーダンスマッチング（反射が起こらない）の現象と同じである。
使用例としては、樹脂成形において、高温の樹脂が冷却された型で成形されるときの型の表面温度を推定する時などに使われる。

## 定義
熱浸透率b は以下のように求める：
{\displaystyle b={\sqrt {k\rho C}}}
ここで、
k ：熱伝導率（W m-1K-1）
ρ：密度（kg m-3）
C ：比熱容量（J kg-1K-1）
である。

## 例
温度が異なる2つの物体が熱接触しているとき、接触面の温度Tm は次式で与えられる：
{\displaystyle T_{\mathrm {m} }=T_{1}+(T_{2}-T_{1}){\frac {b_{2}}{b_{2}+b_{1}}}}
ここで、T1 , T2 はそれぞれの物体の温度、b1 , b2 はそれぞれの物体の熱浸透率である。あるいは、温度を初期温度差T2 - T1 で無次元化し、
{\displaystyle \Delta \theta _{1}={\frac {T_{\mathrm {m} }-T_{1}}{T_{2}-T_{1}}},\quad \Delta \theta _{2}={\frac {T_{2}-T_{\mathrm {m} }}{T_{2}-T_{1}}}}
とすると、
{\displaystyle {\frac {\Delta \theta _{1}}{\Delta \theta _{2}}}={\frac {b_{2}}{b_{1}}}}
が成り立つ。
もし2つの物体の熱浸透率が等しい（b1 = b2）ならば、Tm = (T1 + T2 ) / 2 となり、境界面が存在しない場合と同じ温度分布となる。